# Elfriede Madl
Elfriede Madl (* 7. November 1949 in Linz) ist eine ehemalige österreichische Politikerin der FPÖ, BZÖ und bekennende Scientologin. Madl war von 1994 bis 1999 Abgeordnete im Österreichischen Nationalrat.

## Leben
Madl besuchte von 1956 bis 1960 eine Volksschule in Linz und wechselte danach an ein Realgymnasium in Linz. Zwischen 1964 und 1966 besuchte sie die Bundeshandelsakademie Linz und wechselte dann bis 1967 an die kaufmännische Berufsschule. Sie arbeitete zunächst von 1967 bis 1972 als unselbständige Einzelhandelskauffrau und machte sich von 1972 bis 1976 selbständig. Nach Tätigkeiten im Ausland im Bereich Tourismus, Export und Import bis 1980 war sie von 1980 bis 1995 leitende Angestellte.
Madl war von 1991 bis 1999 Mitglied des Gemeinderates von Laussa und hatte von 1995 bis 1999 die Funktion der Bezirksparteiobmann-Stellvertreterin der FPÖ Steyr-Land inne. Sie wurde am 7. November 1994 als Vertreterin der FPÖ im Nationalrat angelobt und gehörte diesem bis zum 28. Oktober 1999 an. Ab 31. August 1999 war sie ohne Klubzugehörigkeit, da sie die FPÖ verlassen musste, nachdem sie die Liste von Richard Lugner unterstützt hatte. Sie war später im BZÖ Gmunden aktiv.
Madl ist bekennende Scientologin. Nach eigenen Angaben stieß sie auf der Suche nach einer Heilmethode für ihren drogensüchtigen Sohn auf ein Buch von L. Ron Hubbard, welches sie dazu bewog, ihn in einem Narconon-Centre therapieren zu lassen.